# Quixinau (município)
Quixinau (em romeno:  Chișinău) é um município da Moldávia. Sua capital é a cidade de Quixinau.